# Clifton Webb
Clifton Webb (Indianápolis, 19 de novembro de 1889 - Beverly Hills, 13 de outubro de 1966) foi um ator, dançarino e cantor estadunidense. Ele foi indicado três vezes ao Oscar. Webb fez mais 19 filmes, mas talvez fosse mais conhecido por sua interpretação em Ama-Seca por Acaso (1948). 

## Prêmios e indicações
| Ano  | Prêmio        | Resultado | Categoria                      | Filme                     |
| ---- | ------------- | --------- | ------------------------------ | ------------------------- |
| 1945 | Oscar         | Indicado  | Melhor Ator Coadjuvante        | Laura                     |
| 1947 | Oscar         | Indicado  | Melhor Ator Coadjuvante        | The Razor's Edge          |
| 1949 | Oscar         | Indicado  | Melhor Ator                    | Sitting Pretty            |
| 1947 | Globo de Ouro | Venceu    | Melhor Ator Coadjuvante        | The Razor's Edge          |
| 1953 | Globo de Ouro | Indicado  | Melhor Ator em Comédia/Musical | Stars and Stripes Forever |